# Rodolphe Ier de Bade-Sausenberg
Rodolphe Ier de Bade-Sausenberg (mort en 1313) fut le premier margrave de Bade-Hachberg-Sausenberg. 

## Biographie
Rodolphe est le fils cadet du margrave Henri II et d'Anne d'Üsenberg. Il succède conjointement à son père en 1290 avec son frère ainé Henri III de Bade-Hachberg. Les deux frères décident de partager leur patrimoine et Rodolphe s'établit en 1306 comme margarve au château de Sausenburg construit sur la montagne homonyme en 1246 et fonde la lignée de Hachberg-Sausenberg pendant que son frère Henri III continue la lignée principale au château de Hochburg à Emmendingen.
En 1298/1299 Rodolphe Ier épouse Agnès, fille et héritière d' Otto de Rötteln (français Rothelin) (mort en 1310). En 1311, Lüthold II (mort en 1316) l'oncle de son épouse, prévôt et évêque élu de Bâle, fait de Rodolphe son corégent au château de Rötteln. Par cet acte, il établit le pouvoir de la lignée de Hachberg-Sausenberg. Rodolphe Ier décède cependant avant Lüthold. En 1315, Lüthold donne donc la seigneurie de Rötteln au fils ainé de Rodolphe, Henri, qui devient adulte cette même année.
Rodolphe Ier et son épouse laisse quatre enfants :
- Anne épouse le comte Frédéric de Freiburg
- Henri (né en 1300 - † 1318)
- Rodolphe II (né en 1301 - † 1352)
- Othon Ier de Hachberg-Sausenberg.

## Articles liés
- Margraviat de Bade
- Liste des souverains de Bade

## Sources
- Anthony Stokvis, Manuel d'histoire, de généalogie et de chronologie de tous les États du globe,depuis les temps les plus reculés jusqu'à nos jours, préf. H. F. Wijnman, éditions Brill Leyde 1890-1893, réédition 1966, Volume III, Chapitre VIII. « Généalogie de la Maison de Bade, I. » tableau généalogique no 105.
- Fritz Schülin: Rötteln-Haagen, Beiträge zur Orts-, Landschafts- und Siedlungsgeschichte, Lörrach 1965; S. 65.
- Karl Seith: Die Burg Rötteln im Wandel ihrer Herrengeschlechter, Ein Beitrag zur Geschichte und Baugeschichte der Burg, Sonderdruck herausgegeben vom Röttelbund e.V., Haagen, o.O.; O.J., S. 6; bei Schülin zitiert "In: Markgräflerland, Jg. 3, Heft 1, 1931".
- Johann Christian Sachs: Einleitung in die Geschichte der Marggravschaft und des marggrävlichen altfürstlichen Hauses Baden, Frankfurt und Leipzig 1764, Erster Theil, S. 476 ff. online in der Google-Buchsuche